# Wuyibjergene
 "Wuyishan" omdirigeres hertil. For byen med samme navn, se  Wuyishan City.
Wujibjergene eller Wuyishan (武夷山 pinyin: Wǔyíshān), er et bjergområde på grænsen mellem Fujian-provinsen og Jiangxi-provinsen i Kina. Det dækker et område på 60 km². I 1999 blev Wuyishan opført på UNESCOs liste over UNESCOs Verdensarvsliste.

## Geologi
De fleste af bjergtoppene og højderne er af rød sandsten. Mange af dem er bratte, men samtidig flade på toppen. Den 60 km lange flod Jiuqu Xi,  bugter sig ned i en dyb kløft mellem højderne. Med op til 2.100 moh. er Wuyishan det højeste område i Fujian.

## Biologisk mangfoldighed og naturmiljø
Wuyishan er det største og mest repræsentative eksempel på biologisk mangfoldighed i subtropisk skov i Kina og sydkinesisk regnskov. Økologien er intakt fra tiden før istiden for omkring 3 millioner år siden.
Området er relativt frit for forurening. Den kinesiske regering satte den 31. januar 2005 her  sin første station op til at måle luftkvalitet.

## Historie
Wuyishan var centrum for det gamle kongedømme Minyue. I 600-tallet blev Wuyipaladset benyttet til  de kejserlige offerhandlinger. Bjergene var et vigtigt sted for taoismen . Området er også neokonfucianismens vugge, en strømning som influerede på det kinesiske samfund fra 1000-tallet af.